# Elef Sossidi
Elef Sossidi, auch Eleftherios Sossidi (* 4. Mai 1913 in Hamburg; † 20. April 1992 ebenda) war ein deutscher Hörfunkjournalist.

## Leben

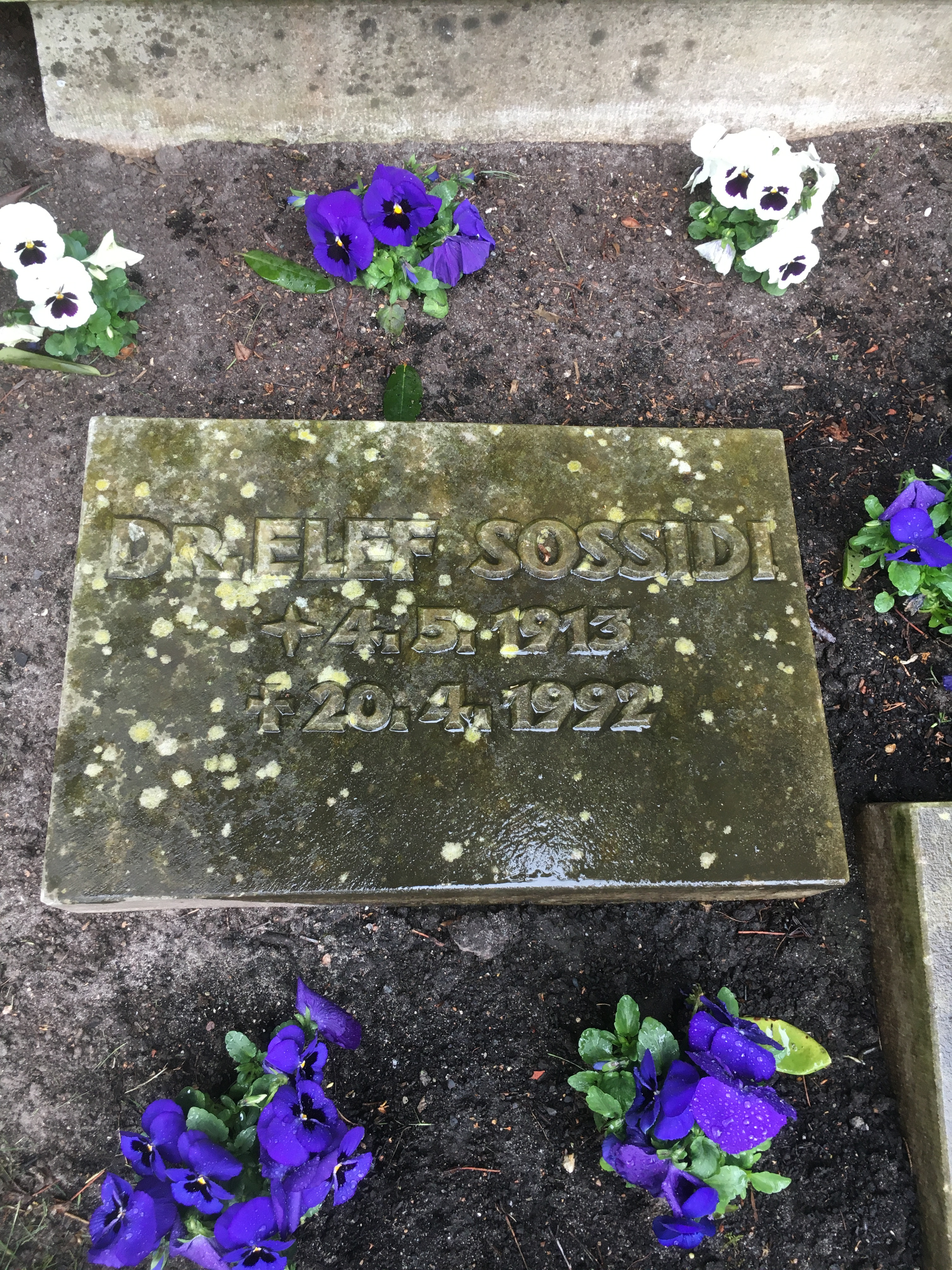
Kissenstein in der Familiengrabstätte auf dem Friedhof Ohlsdorf

Der aus einer griechischen Familie stammende Elef Sossidi studierte Rechts- und Staatswissenschaften in München, Breslau und Berlin. Er war Doktorand bei Reinhard Höhn und promovierte 1939 zum Dr. jur. Anschließend war er als Assistent am Institut für Staatsforschung der Universität Berlin tätig, dessen Leiter Reinhard Höhn war. Nach Kriegsende wurde er freier Mitarbeiter des neugegründeten Nordwestdeutschen Rundfunks (NWDR).
Ende 1945 begann der Nürnberger Prozess gegen die Hauptkriegsverbrecher. Im Mai 1946 begann der NWDR, täglich mehrmals hierzu einen Bericht aus Nürnberg zu senden; verantwortlicher Redakteur war Peter von Zahn. Sossidi wurde einer der NWDR-Berichterstatter. „Um jegliche Provokation durch einen für den deutschen Rundfunkhörer zu fremd und möglicherweise auch zu ‚jüdisch‘ klingenden Namen zu vermeiden, musste Elef Sossidi jedoch unter dem Pseudonym ‚Andreas Günther‘ berichten.“ 1947 wurde er Leiter der Hörfunksendung Das Echo des Tages. Sossidi war mit Gregor von Rezzori befreundet und wirkte auf dessen Anregung 1948 an der Entwicklung der Sendereihe Analyse des Nationalsozialismus mit. Später wurde er Auslandskorrespondent und verfasste Beiträge für die Sendung Zwischen Hamburg und Haiti. Ab 1952 fungierte Sossidi als stellvertretender Chefredakteur des NWDR. Nach der Aufspaltung des NWDR blieb er beim Norddeutschen Rundfunk (NDR). Er stieg dort 1974 zum Leiter der Zentralredaktion der Hauptabteilung Wort auf, trat 1976 seinen Ruhestand an und war weiterhin als freier Mitarbeiter für den NDR tätig.
Elef Sossidi wurde in der Familiengrabstätte auf dem Friedhof Ohlsdorf beigesetzt. Sie liegt im Planquadrat V 10 an der Nebenallee etwa auf halber Höhe zwischen dem Forum und Kapelle 2.

## Schriften
- Die staatsrechtliche Stellung des Offiziers im absoluten Staat und ihre Abwandlungen im 19. Jahrhundert. (= Rechtswissenschaftliche Studien, Heft 80), Verlag Dr. Emil Ebering, Berlin 1939.